# 南本町 (船橋市)
南本町（みなみほんちょう）は、千葉県船橋市の町名。丁目の設定のない単独町名である。郵便番号は273-0004。

## 地理
船橋市西南部に位置する。北で本町、東で湊町、南で栄町、西で海神町、北西で海神と接する。東端には海神川が流れている。主に住宅地として利用される。

## 歴史
江戸時代は九日市漁師町の遠浅海岸であり、その後砂浜を利用して塩田が開発されたが 1917年（大正6年）10月1日の台風による高潮災害によって全滅し、さらに1929年（昭和4年）に塩専売法によって命脈を絶たれた。その後塩田跡地は放置されていたが、太平洋戦争末期に都内からの疎開者や軍需工場の従業員向けに住宅営団による住宅が造られた。このことから特に南半分を『都疎浜（とそはま）』と呼ぶこともあり、今でも自治会名などにその名を残している。
1965年（昭和40年）9月1日付で、それまでの本町1丁目の国道14号以南に海神町3丁目の一部を加えた地域について、住居表示を実施して本町から独立。新たに『南本町』が誕生した。なお、南本町は船橋市の中では最初に住居表示が実施された地域のひとつである。

### 地名の由来
本町の南側にあたる地区であることから。

## 世帯数と人口
2017年（平成29年）11月1日現在の世帯数と人口は以下の通りである。
| 町丁   | 世帯数    | 人口    |
| ------ | --------- | ------- |
| 南本町 | 1,942世帯 | 3,256人 |

## 小・中学校の学区
市立小・中学校に通う場合、学区は以下の通りとなる
| 番地 | 小学校               | 中学校           |
| ---- | -------------------- | ---------------- |
| 全域 | 船橋市立南本町小学校 | 船橋市立湊中学校 |

## 施設
- 船橋郵便局
- 船橋市立千鳥保育園
- 船橋市立さざんか学園
- 船橋市南本町子育て支援センター
- 社会福祉協議会
- 船橋市都疎浜ポンプ場
- 南本町県営住宅
※船橋市立南本町小学校は京葉道路を挟んだ南側（栄町1丁目）にあり、南本町の町域内にはあたらない。